# Jilemnice (nádraží)
Jilemnice je železniční stanice v jihovýchodní části stejnojmenného města v okrese Semily v Libereckém kraji nedaleko říčky Jilemky. Leží na neelektrizované trati Martinice v Krkonoších – Rokytnice nad Jizerou. Přibližně 150 metrů severozápadním směrem se nachází městské autobusové nádraží.

## Historie
Roku 1858 zprovoznila společnost Jihoseveroněmecké spojovací dráhy (SNDVB) trať z Pardubic do stanice Turnov, následujícího roku prodlouženou do Liberce, která Jilemnici nedalece míjela. Obyvatelé města byli zprvu odkázáni na dopravní obsluhu železniční stanicí v Horkách u Staré Paky vzdálené 10 kilometrů jižně od města.
Až 7. prosince 1899 otevřela společnost Místní dráha Martinice v Krkonoších – Rokytnice nad Jizerou svou trať z Martinic v Krkonoších přes Jilemnici do Rokytnice nad Jizerou. Martinicemi od roku 1871 procházela železnice v majetku společnosti Rakouská severozápadní dráha (ÖNWB) z Ostroměře přes Starou Paku do Trutnova a dále k tehdejší hranici Německa. Nádraží zde bylo vystavěno dle typizovaného stavebního vzoru. Jeho autorem byl jilemnický stavitel Josef Pošepný, jehož firma také stavbu nádraží provedla.
Po zestátnění společnosti v roce 1935 pak obsluhovaly stanici Československé státní dráhy.

## Popis
Nachází se zde dvě jednostranná sypaná nástupiště, k příchodu k vlakům slouží přechody přes koleje.